# Xylocopa suspecta
Xylocopa suspecta là một loài Hymenoptera trong họ Apidae. Loài này được Moure & Camargo mô tả khoa học năm 1988.